# 豐國神社 (京都市)
豐國神社（とよくにじんじゃ）是位在日本京都府京都市東山區的神社。舊社格為別格官幣社（現神社本廳的別表神社）。祭神是豐臣秀吉。

## 歷史
豐臣秀吉逝去的翌年1599年（慶長4年），遵照遺命將遺體埋葬在方廣寺付近的阿彌陀峰山頂，在山麓建立作為鎮守社的豐國社。後陽成天皇授與正一位之神階和豐國大明神（ほうこくだいみょうじん）之神號。1615年（元和元年），豐臣宗家滅亡，德川幕府没收社領、社殿也任其毀壞。
1868年（明治元年），豐臣神社再興。1880年（明治13年），在方廣寺大佛殿跡地的現在地重建社殿。

## 關連項目
- 神龍院梵舜
- 豐國神社

## 外部連結
- 豐國神社（页面存档备份，存于）